# Меч Ориона

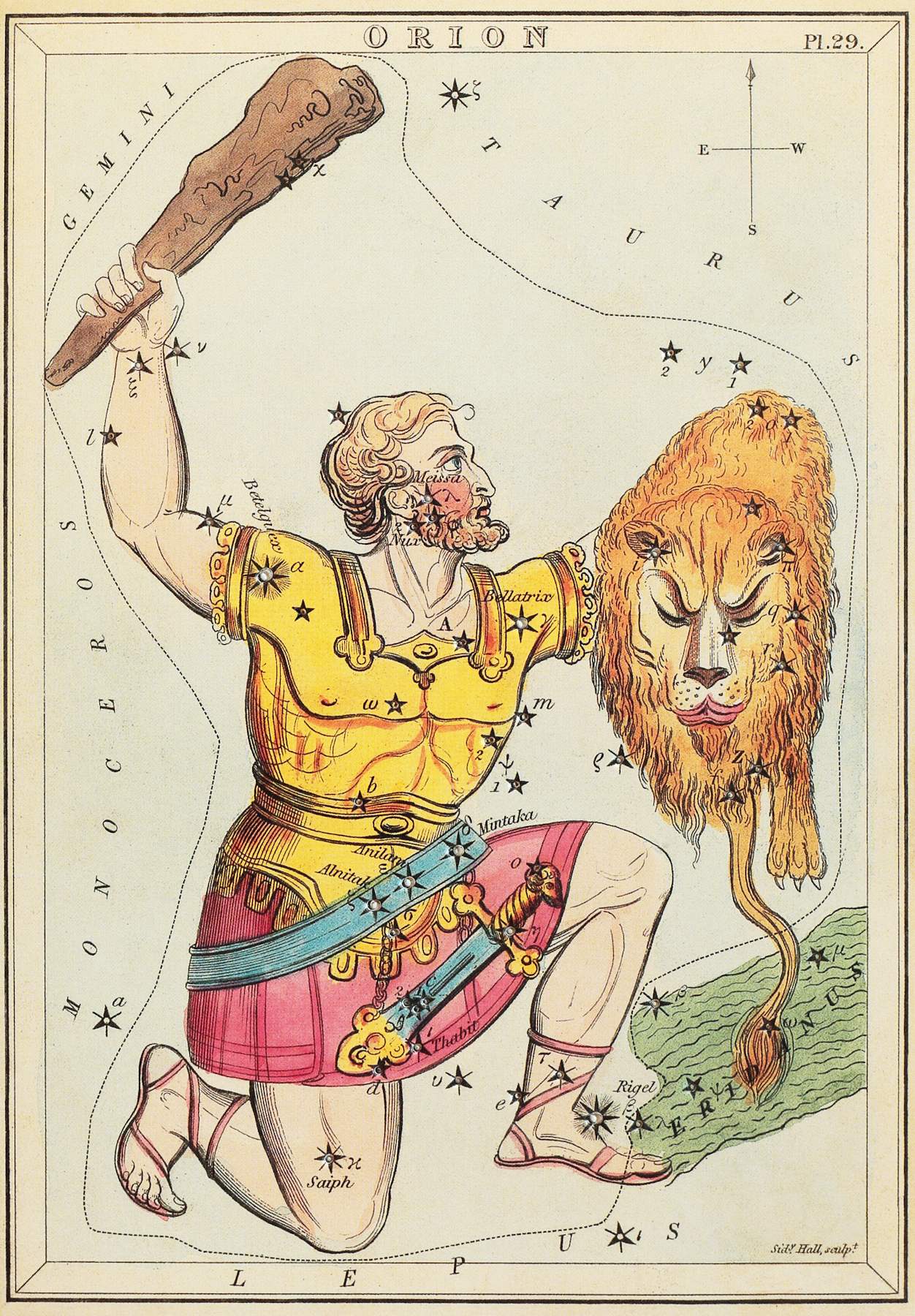
Иллюстрация охотника Ориона, в соответствующем созвездии. Илл. из Зеркала Урании

 Меч Ориона (Orion’s Sword) — астеризм в созвездии Ориона. Он включает в себя три звезды (42 Ориона, Тета Ориона и Йота Ориона), а также M42, которые, как считается, вместе напоминают меч или ножны. Эта группа находится под знаменитым астеризмом, Пояс Ориона, от которого она находится в южном направлении. Происхождение названия Меч Ориона основано, в основном, на греко-римской традиции, хотя эта группа звёзд упоминается как оружие в нескольких культурных контекстах (см. ниже).

## Компоненты

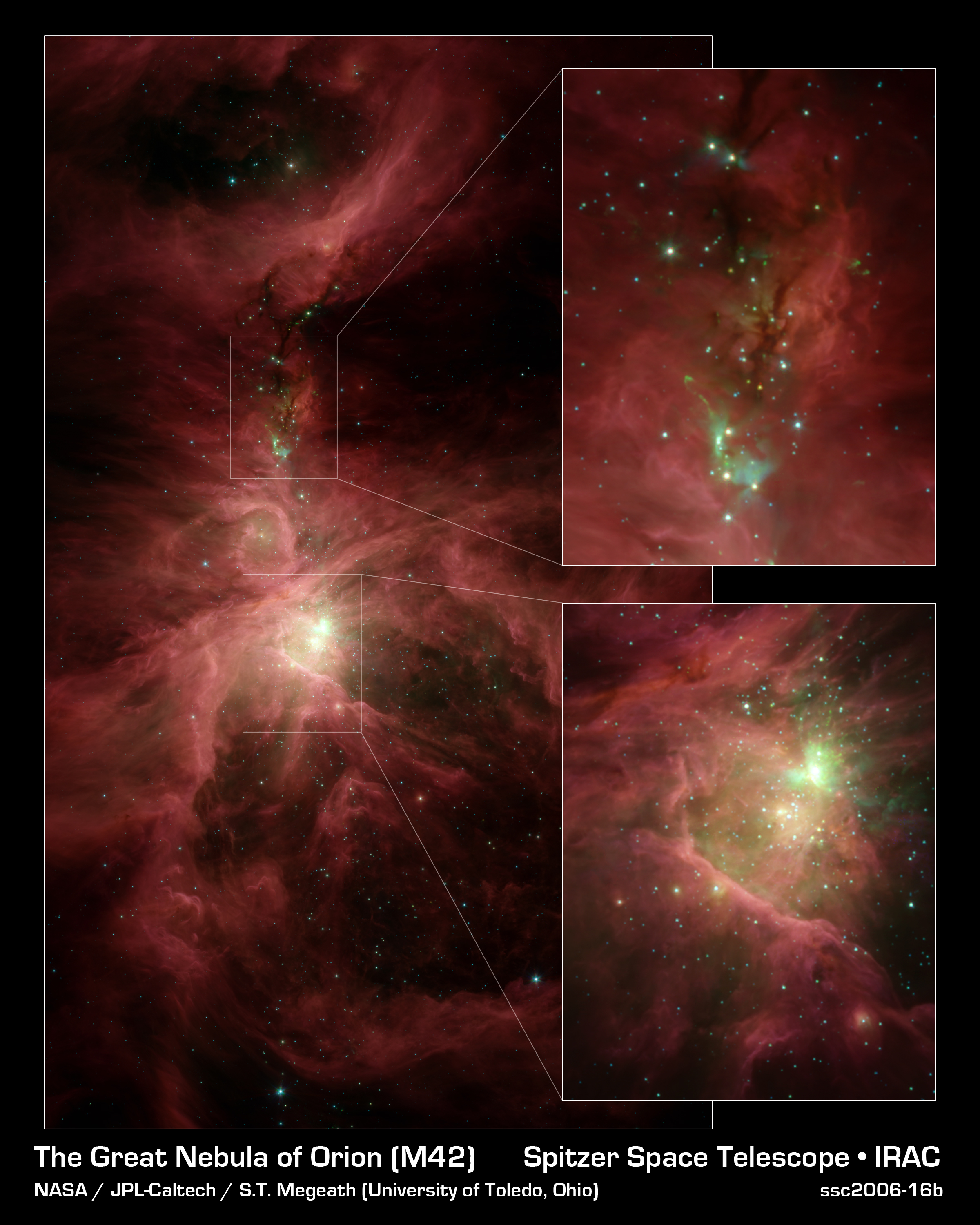
Туманность Ориона и окружающие звезды, которые составляют Меч Ориона. В туманности находится звёздные ясли, что приводит к рождению множества горячих молодых звёзд, которые делают Меч Ориона таким выдающимся

### Туманность Ориона
Туманность Ориона состоит из массивного молекулярного облака (диаметром 30−40 св.л.) внутри Млечного Пути, которое находится примерно в 1 300 св.г. от Солнечной системы. Это делает туманность Ориона одной из самых близких к Земле областей HII, то есть массы водорода, которая была ионизирована близкими горячими молодыми звёздами. Такие регионы называются звёздными яслями, которые способствуют рождению множества молодых звёзд, таких как звёздное скопление туманности Ориона.. Эти звёзды являются важной чертой астеризма Меч.

### Основные звезды
42 Ориона, также называемый c Ori, является звездой спектрального класса B1V с видимой звёздной величиной 4.59m в северной половине туманности Ориона. Тета Ориона занимает центральное положение в туманности и на самом деле состоит из нескольких звезд. Йота Ориона — одна из самых ярких звёзд в астеризме, расположенная в нижней части туманности Ориона. Йота Ориона — это спектроскопическая двойная система с переменной величиной, спектрального класса O9III.

## Научные исследования

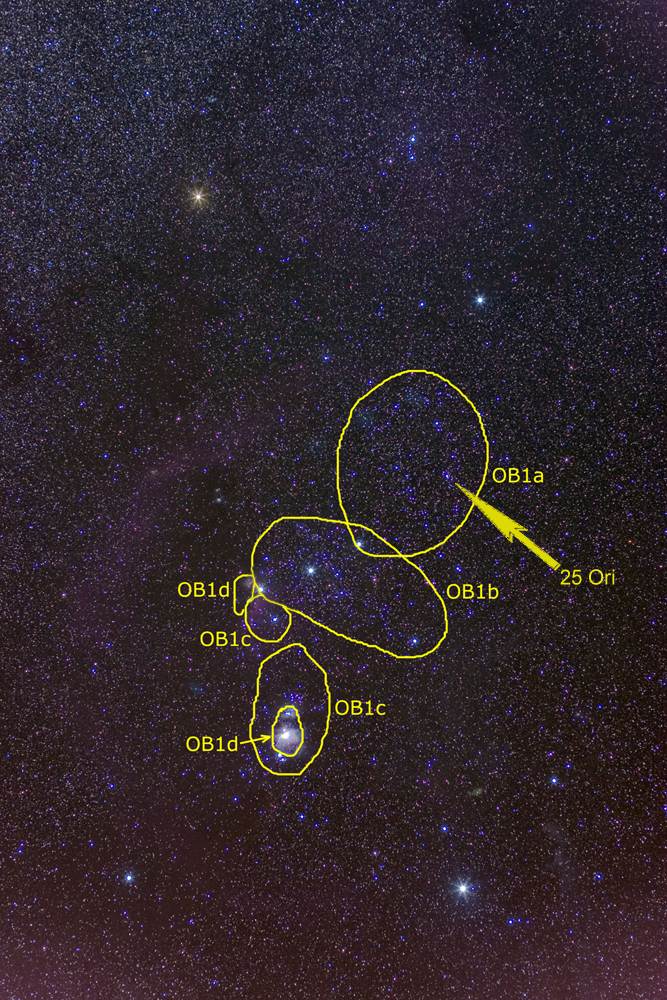
Ассоциация OB1 Ориона, Орион OB1c — звезды, входящие в астеризм Меч Ориона, всем этим звёздам 3-6 миллионов лет

Учитывая важное значение M42, Меч Ориона является популярным местом для звёздных и протозвёздных исследований. Используя космический телескоп Хаббл, O’dell и др. сосредоточились на выявлении ранее неизвестных особенностей туманности, таких как сильные ионизационные толчки, компактные источники и протопланетные диски. Некоторые исследования были сосредоточены на области Меч Ориона в целом. Гомес и Леда обнаружили, что менее половины звёзд OB и Hα в этом регионе связаны с четко определенными звездными скоплениями. Их позиционное сходство, а также высокие скорости образования звёзд и давление газа в близлежащем молекулярном облаке подтверждают предыдущее представление о том, что старые OB-звезды на переднем плане запускают формирование звёзд в этом облаке.

## Меч Ориона в истории, фольклоре и культуре
В своей книге «De Astronomica» Гигин описывает созвездие Ориона с тремя слабыми звездами, на которых изображен меч. Арат из Сол также подробно рассказывает о созвездии Ориона, заявляя: «Если кто-то не сможет разглядеть его (Ориона) на небесах ясной ночью, ему не следует ожидать, что он увидит что-то более великолепное, когда смотрит на Небо», Цицерон
и Германик, переводчики «Феноменов» Арата, называли его как лат. ensis, что в переводе с латыни означает «меч». Арабские астрономы также рассматривали этот астеризм как «Меч» (араб. سيف ‎, англ. saif), называя его Саиф аль Джаббар, «Меч Могущественного» или «Меч Великана». Орион является одним из немногих созвездий, имеющих параллельные идентичности в европейской и китайской культуре, учитывая, что имя «Шэнь» — охотник и воин. Китайские астрономы сделали меч субсозвездием внутри созвездия «Шэнь», которое называется «Фа».
Этот астеризм не всегда связан с мечами. В мифах народа Нама Меч Ориона был стрелой мужа Плеяд, дочерей бога неба, который был представлен звездой Альдебаран. Когда он выпустил свою стрелу по трем зебрам (поясу Ориона) и промахнулся, он очень боялся забрать стрелу из-за ее близости к свирепому льву, представленному Бетельгейзе. Поэтому он сидит на холоде, страдая от голода, и ему слишком стыдно, чтобы вернуться домой. Тсвана назвала Меч Ориона dintsa le Dikolobe, имея в виду трех собак, которые преследуют трех свиней из Пояса Ориона. Это служит этиологическим мифом о том, почему у свиней появляйся потомство в одно и то же время года, когда Орион виден на небе.
Также именно Меч Ориона упоминается в песне Тома Пети «Темнота Солнца» в его альбоме 1991 года Into the Great Wide Open, в строке «видел, как вы плыли через реку под мечом Ориона …»

## Галерея
|  |  |
|  |  |